# Thermochrous stenocraspis
Thermochrous stenocraspis és una espècie de lepidòpter zigenoïdeu de la família dels himantoptèrids (Himantopteridae), subfamília Anomoeotinae.
És endèmica de República Democràtica del Congo i Zimbàbue.